# Pax6
Pax6, или белок аниридии II типа, или окулоромбин — белок, тканеспецифический транскрипционный фактор. У человека закодирован в гене PAX6.

## Функции
Pax6 является членом семейства генов PAX. Он выступает в качестве «центра управления» генами (англ. master control gene) при развитии глаз и других органов чувств, а также некоторых нервных и эпидермальных тканей и других гомологичных структур, обычно возникающих из тканей эктодермального происхождения. Однако было признано, что для развития глаз необходимы и другие командные гены, и поэтому выражение «центр управления» генами может быть неточным. Этот фактор транскрипции наиболее известен участием в индуцированной экспрессии эктопических глаз и имеет медицинское значение, потому что гетерозиготные мутанты обладают широким спектром глазных дефектов, таких как аниридия у людей.

## Разнообразие среди животных

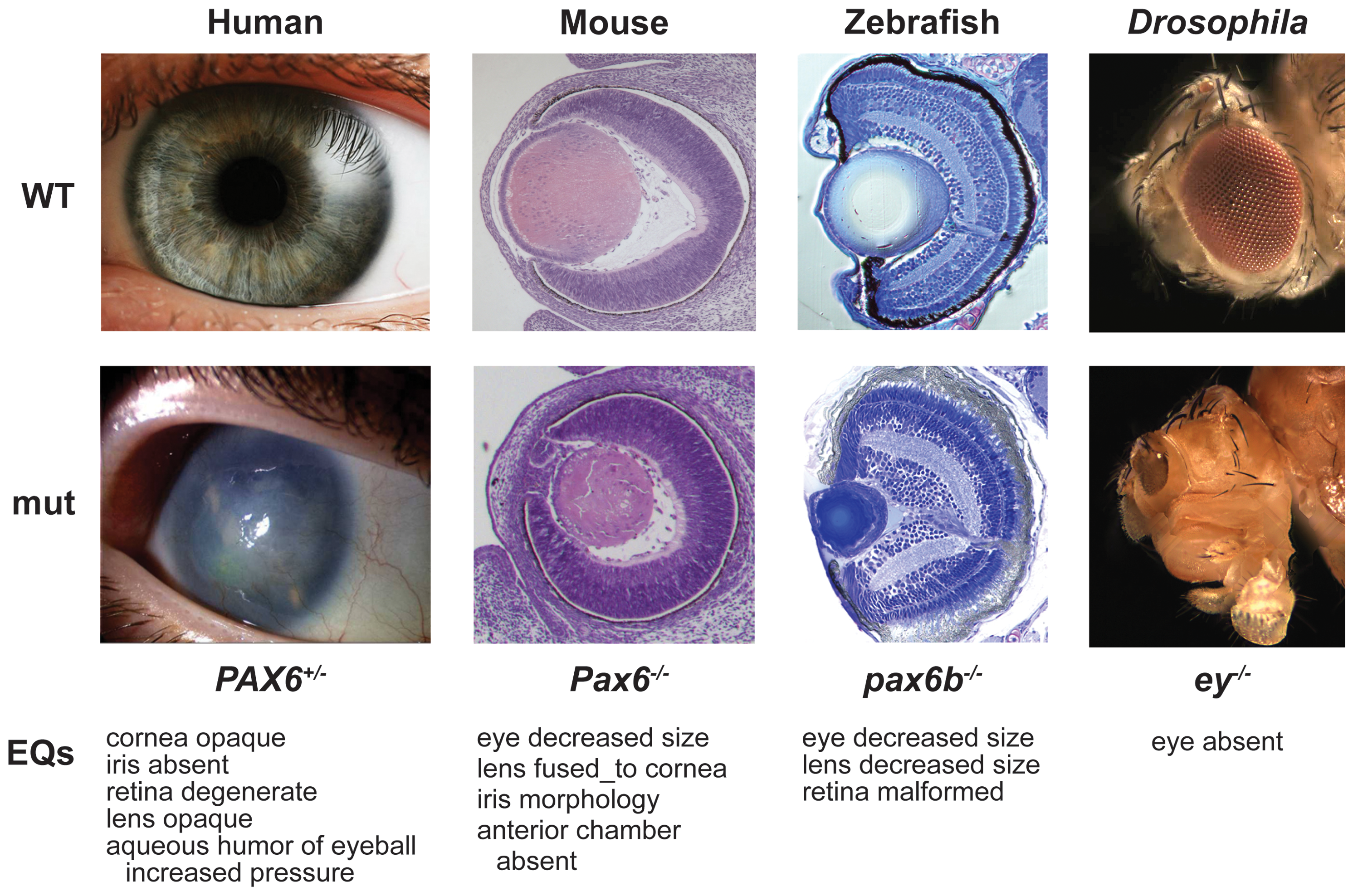
Изменения результатов Pax6 в подобных фенотипических изменениях морфологии глаза и функции в широком диапазоне видов

Функции белка Pax6 сходны у животных с двусторонней симметрией. Например, белок Pax6 мыши у дрозофилы Drosophila melanogaster запускает процесс образования эктопических глаз на конечностях и других участках тела. Белок Pax6 человека и мыши имеет одинаковую последовательность аминокислот. Геномная организация локуса Pax6 значительно варьирует у разных видов, в том числе различаются количество и распределение экзонов, цис-регуляторных элементов и сайтов инициации транскрипции. Первая работа по организации гена Pax6 была проведена на перепеле, однако локус мыши изучен более подробно. Он имеет как минимум два промотора (P0 и P1), 16 экзонов и не менее 6 энхансеров. 16 подтвержденных экзонов пронумерованы числами от 0 до 13 с дополнениями экзона α, расположенного между экзонами 4 и 5, и подверженного альтернативному сплайсингу экзона 5а. Каждый промотор, связанный с его собственным проксимальным экзоном (экзон 0 для P0, экзон 1 для P1), в результате дает свой транскрипт, подверженный альтернативному сплайсингу в 5'-нетранслируемой области. Считалось, что четырёх ортологов Pax6 у дрозофилы только генные продукты двух генов — eyeless и toy функционально гомологичны генным продуктам канонической изоформы Pax6 позвоночных, в то время как генные продукты двух других генов дрозофилы — EYG и её копии TOE функциональной гомологичны генным продуктам Pax6 (5а) изоформы позвоночных.

## Изоформы
Локус Pax6 у позвоночных кодирует по меньшей мере 3 различные изоформы белка, которые составляют канонический Pax6, Pax6 (5а) и Pax6 (ΔPD).
Канонический белок Pax6 содержит N-терминальные парные домены, соединенные с помощью линкера с гомеодоменом парного типа, а также с пролин/серин/треонин (P/S/T)-богатым С-терминальным доменом. Парный домен и гомеодомен парного типа имеют ДНК-связывающие активности, в то время как P/S/T-богатая область обладает функцией трансактивации. Pax6(5a) — продукт альтернативного сплайсинга 5a экзона — результат вставки 14 радикалов в парную область, которая меняет особенность ДНК-связывающей активности. Последовательность нуклеотидов соответствует региону линкера, кодирующего набор из трех альтернативных триплетов, запускающих трансляцию, из которых образуется третья изоформа Pax6. Все вместе они известны как Pax6 (ΔPD), или непарные изоформы. Также все три генных продукта имеют парные домены. Непарные белки обладают молекулярными массами 43, 33 или 32 кДа, в зависимости от использования конкретного пускового триплета. Функция трансаткивации Pax6 объясняется переменной длиной C-терминального P/S/T-богатого домена, который простирается вплоть до 153 радикалов человеческих и мышиных белков.